# Saxifraga cespitosa
Espèce
Classification phylogénétique
Saxifraga cespitosa (ou caespitosa), la saxifrage cespiteuse, est une espèce de plantes à fleurs de la famille des Saxifragaceae. C'est une saxifrage que l'on rencontre communément dans les hauteurs arctiques et subarctiques (Spitzberg, Nouvelle-Zemble, île de Baffin, île d'Ellesmere, Alaska, Groenland) ainsi que dans certaines zones montagneuses de Suède, de Norvège, de Finlande, de Sibérie, des Alpes, d'Islande et d'Écosse. Elle mesure de 2 à 10 cm de hauteur et fleurit en juin-juillet.

## Synonymes
- Saxifraga groenlandica L.
- Saxifraga sileniflora Sternb. ex Cham.
- Saxifraga uniflora R.Br.